# Creatonotos dulla
Heliozona dulla là một loài bướm đêm thuộc phân họ Arctiinae, họ Erebidae.